# John Leavitt
John Leavitt (* 6. Mai 1956 in Leavenworth, Kansas) ist ein US-amerikanischer Komponist, Dirigent, Pianist und Musikpädagoge.

## Leben und Wirken
John Leavitt bekam seinen Bachelor-Abschluss im Fach Musikpädagogik von der Emporia State University in Emporia (Kansas), einen Master-Abschluss in den Fächern Klavier und Komposition von der Wichita State University und den Doktortitel im Fach Dirigieren vom Conservatory of Musician der University of Missouri (Kansas City). Er ist darüber hinaus bei den American Choral Directors Mitglied auf Lebenszeit sowie Mitglied der American Society of Composers, Authors and Publishers, von der er jährlich für seine kompositorischen Leistungen ausgezeichnet wird.
In Anerkennung seiner Tätigkeit in den Bereichen Musiktheorie, Chor- und Kirchenmusik erhielt Leavitt den W. A. Young Award für seine hervorragende Lehrtätigkeit. Er diente auch an der Fakultät der Mid America Nazarene University in Olathe (Kansas) als Professor für Musik und Leiter der Choraktivitäten. Während der Zeit an dieser Universität wurde er mit dem Mid America Nazarene University Presidental Award geehrt: Fakultätsmitglied des Jahres 2011, der von seinen Kollegen geehrt wird. Weitere Fakultätspositionen kamen an der Newman University in Wichita, am Concordia College in Edmonton, Alberta (Kanada) und an der Concordia University in Montreal (Kanada) hinzu.
Während seines Aufenthalts in Wichita hatte er das Amt eines Musikdirektors der Immanuel Lutheran Church inne. Gleichzeitig leitete er während der zwölfjährigen Amtszeit das Gemeindechor-Programm, den Master Arts Chorale und den Youth-Chorale. Im März 2003 erhielt er den Kansas Artist Fellowship Award von der Kansas Arts Commission für seine kompositorischen Beiträge. Im Jahr 2010 bekam Leavitt ein Stipendium des National Endowment for the Art’s »American Masterpieces«, um ein neues Chorwerk zur Feier des 150-jährigen Bestehens des Staates Kansas zu schreiben. Diese Musik wurde in 30 Ländern der Welt aufgeführt; Aufnahmen davon wurden landesweit von vielen öffentlichen Rundfunkstationen gesendet.

## Bedeutung
Als herausragender Komponist und Interpret für Kirchen- und Schulmusik lehrt Leavitt an verschiedenen Institutionen, hält weiterhin Vorträge und leitet als Gast zahlreiche Workshops, Festivals und  Symposien. Er ist regelmäßiger Gastdirigent an den wichtigsten Veranstaltungsorten in den USA, darunter an der New York Carnegie Hall und dem Kennedy Center for the Performing Arts in Washington DC. Er war auch künstlerischer Leiter des National Capitol Choral in Washington DC und des Chicago Sings Choral Festivals. Seine Kompositionen sind in fast allen wichtigen Musikkatalogen des Landes vertreten. Im Jahr 2012 wurde Leavitt als einer der »Alumni des Jahres« der University of Missouri / Kansas City Conservatory of Music geehrt.

## Werke (Auswahl)

### Kompositionen
- Missa festiva für Sopran, Alt, Bariton und Klavier
- A Jubilant Song für gemischten Chor
- What a Sweeter Music (Weihnachtsmusik) für gemischten Chor
- Kyrie für gemischten Chor
- Gloria für gemischten Chor
- Agnus Dei für gemischten Chor
- Festival Sanctus Pax für gemischten Chor
- Festival Sanctus für zwei Soprane und Alt
- Missa Brevis für gemischten Chor
- Ose Shalom (The One who Makes Peace) für gemischten Chor und Klavier
- African Alleluja für gemischten Chor und optionales Schlagzeug
- Laus Deo für gemischten Chor
- I Love a Broadway Show für gemischten Chor
- Now Thank We All Our God für gemischten Chor
- Cantate! für zwei Tenöre und Bass
- Prairie Waters by Night für zwei Soprane und Alt
- Set me as a Seal für zwei Soprane und Alt
- For the Beauty of the Earth für gemischten Chor
- Create in me a Clean Heart für gemischten Chor
- Hashivenu (Cause Us to Return) für Streichorchester
- A Festive Celebration für Orchester

### Bearbeitungen
- Renaissance Woman (nach Giovanni Giacomo Gastoldi) für gemischten Chor
- Je me fus jamais si aise (nach Pierre Certon) für zwei Soprane und Alt
- Rejoyce, Sing and Praise (aus dem Coronation Anthem von Georg Friedrich Händel) für gemischten Chor